# Hans-Willi Syring
Hans-Willi Syring (* 31. August 1918 in Landau in der Pfalz; † 1. April 1999 in Ulm) war ein deutscher Verwaltungsjurist und Politiker (SPD/FDP).

## Leben
Syring besuchte die Volksschule und die Oberrealschule in Ludwigshafen am Rhein, an der er 1937 das Abitur ablegte. Von 1939 bis 1945 diente er als Offizier des Heeres im Zweiten Weltkrieg und wurde dabei mehrfach schwer verwundet. Am 20. Juli 1944 wurde er Zeuge des Attentats auf Adolf Hitler. In der anschließenden Säuberungsaktion wurde er als Kompaniechef an die Ostfront versetzt.
Nach Kriegsende studierte er Rechtswissenschaften in Erlangen. Er wurde 1950 zum Dr. jur. promoviert und legte 1952 das zweite juristische Staatsexamen ab. Anschließend trat er in den bayerischen Staatsdienst ein.
Er war zunächst bei der Regierung von Schwaben in Augsburg tätig, später als juristischer Staatsbeamter bei verschiedenen Landratsämtern. 1957 wechselte er in die Kommunalverwaltung als Rechtsrat bei der Stadt Neu-Ulm. Vor seinem Eintritt in den Ruhestand war er dort rechtskundiger Verwaltungsdirektor und Leiter des Wirtschaftsreferats.
Nach der Landtagswahl am 20. November 1966 zog er als Abgeordneter der SPD in den Bayerischen Landtag ein, dem er bis November 1974 angehörte. Am 4. April 1972 trat er aus der SPD aus und blieb neun Monate fraktionslos. Am 17. Januar 1973 schloss er sich der FDP an.

## Ehrungen
- 1980: Verdienstkreuz am Bande der Bundesrepublik Deutschland